# 汉化组
汉化组是从事将非中文的文字作品或含文字的其他作品翻译为中文的网络组织。主要从事视频翻译者称为字幕组。目前大部分汉化组是从事日语或英语作品翻译工作的团体，存在官方汉化组和私人汉化组。

## 分类
- 手机应用汉化组
- 游戏汉化组
- 漫画汉化组
- 动画汉化组（字幕组）

## 中國大陸
在游戏机进口中国大陆解禁之前，神游科技的汉化组由于审批问题，一直在大陆无所建树，任天堂只好在香港及台湾发售中文版Wii来拯救中文任天堂，而这其实是由神游汉化组汉化的。神游汉化组是一个合法的官方汉化组。

### 商業轉型
3DMGAME的漢化組，最早可以追溯到2006年成立的3DGAL漢化組，專門漢化日本的美少女遊戲。2008年3DMGAME整合了相關漢化組，成立3DM工作室，旗下又分為轩辕、蒹葭、潜龙、涅槃、遗墨等各自独立的汉化小组。2010年1月25日，3DM工作室解散，旗下漢化小組開始獨立運行。2016年，3DM站內的漢化組整合為「3DM漢化組」，開始承接商業本地化服務。

### 版權方訴訟
2008年末鼠绘汉化组在百度貼吧成立，自2009年開始以漢化《海賊王》而知名。2013年漢化組成立漫畫網站，2015年成立微信公眾號，並在未經集英社授權下平台上發佈《海賊王》《排球少年》等漫畫的漢化版，期間漢化組透過廣告等方式盈利。為了隱藏行為，會在中國國內正版漫畫上線後將原來自家漢化版替換為正版漫畫的連結。2019年10月漢化組創始人被捕，2020年4月判處三年有期徒刑，緩刑三年，罰款八萬。

### 涉黃被查
2011年心愿屋汉化组成立，並設立網站「心愿屋商城」發佈作品，讓網民充值會員購買，多年來組織22名翻譯人員專門漢化日本成人遊戲。2021年4月20日網站被無錫公安局梁溪分局查處，查獲漢化作品達170多部，網站註冊會員6507名，充值140餘萬，下載次數7萬餘。創始人於5月被刑事拘留。
2021年，上海浦東新區警方收到家長舉報兒子沉迷成人遊戲，上海警方根據線索，梳理了全國13個成人遊戲漢化組並實施捉捕，繳獲100T成人遊戲，大帝國、青山等漢化組骨幹成員被捕。

### 代理方合作
2020年哔哩哔哩漫画表示和中國大陸35家漢化組達成合作，將承接166部作品的正版漢化。未來哔哩哔哩漫画會主動尋找合適的漢化組合作漢化獲得授權的作品，或者推薦漢化組給版權方。哔哩哔哩漫画亦披露，第一次合作是在2018年找軟綿綿漢化組製作《靈能百分百》的正版漢化工作。部分漢化組如真夜漢化組、自由漢化組是在得知哔哩哔哩漫画獲得漢化中的作品正版授權之後，主動聯絡哔哩哔哩漫画接手正版的漢化工作。

## 工作流程
- 漫画、小说等
  - 分配任务
  - 寻找原始资源，比如作品所在国本土人员扫描上传或生肉发布站点下载。
  - 寻找翻译人员翻译
  - 校对、嵌字
  - 审核、发布
- 游戏
  - 破解人员进行破解、提取文字图片，若為官方漢化組則不需要此一流程。
  - 翻译人员翻译
  - 文字校对，图像润色修图
  - 资源导回游戏
  - 测试bug，审核发布